# Cregneash Chain Home Low Radar Station

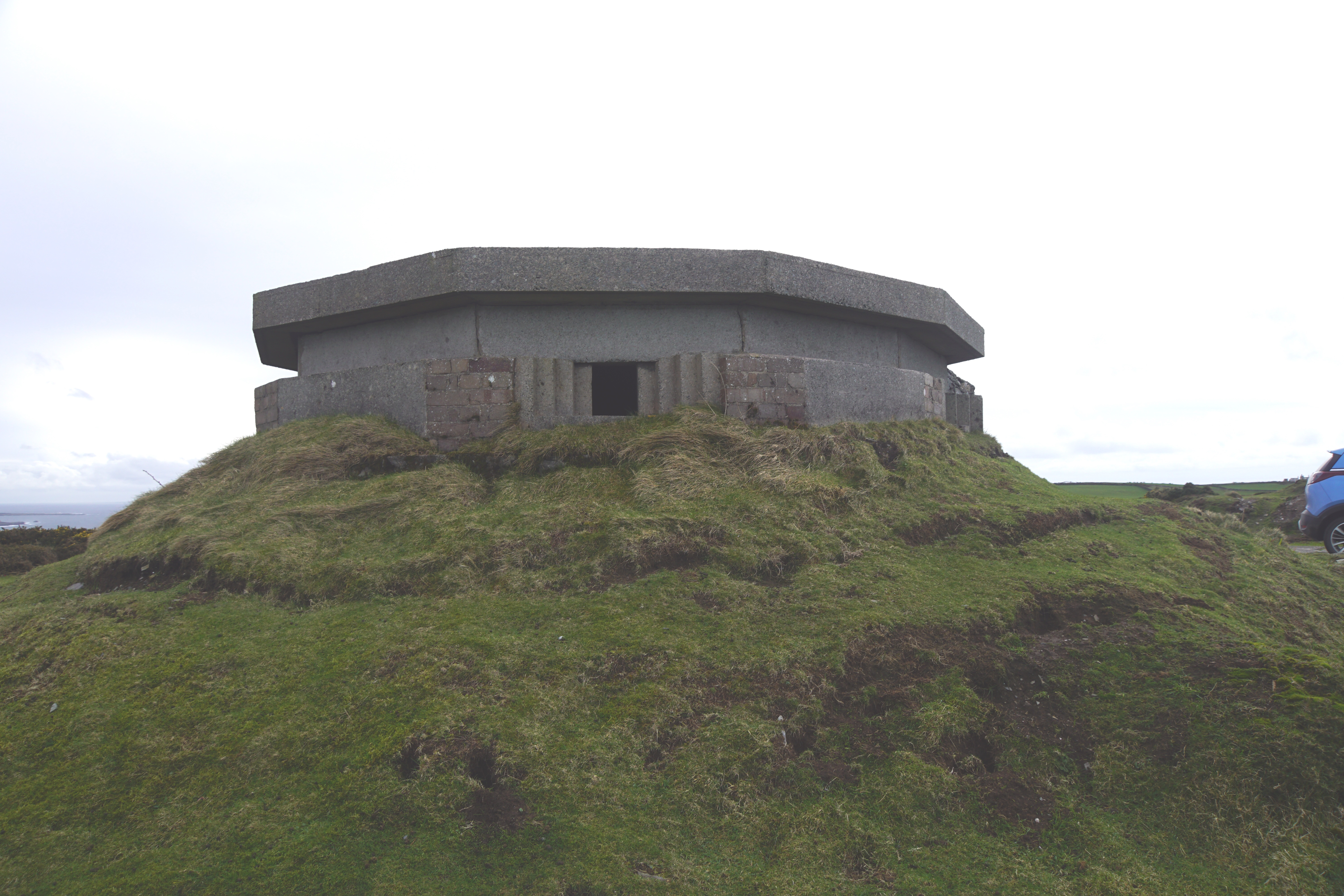
Een bunker van het Cregneash Chain Home Low Radar Station

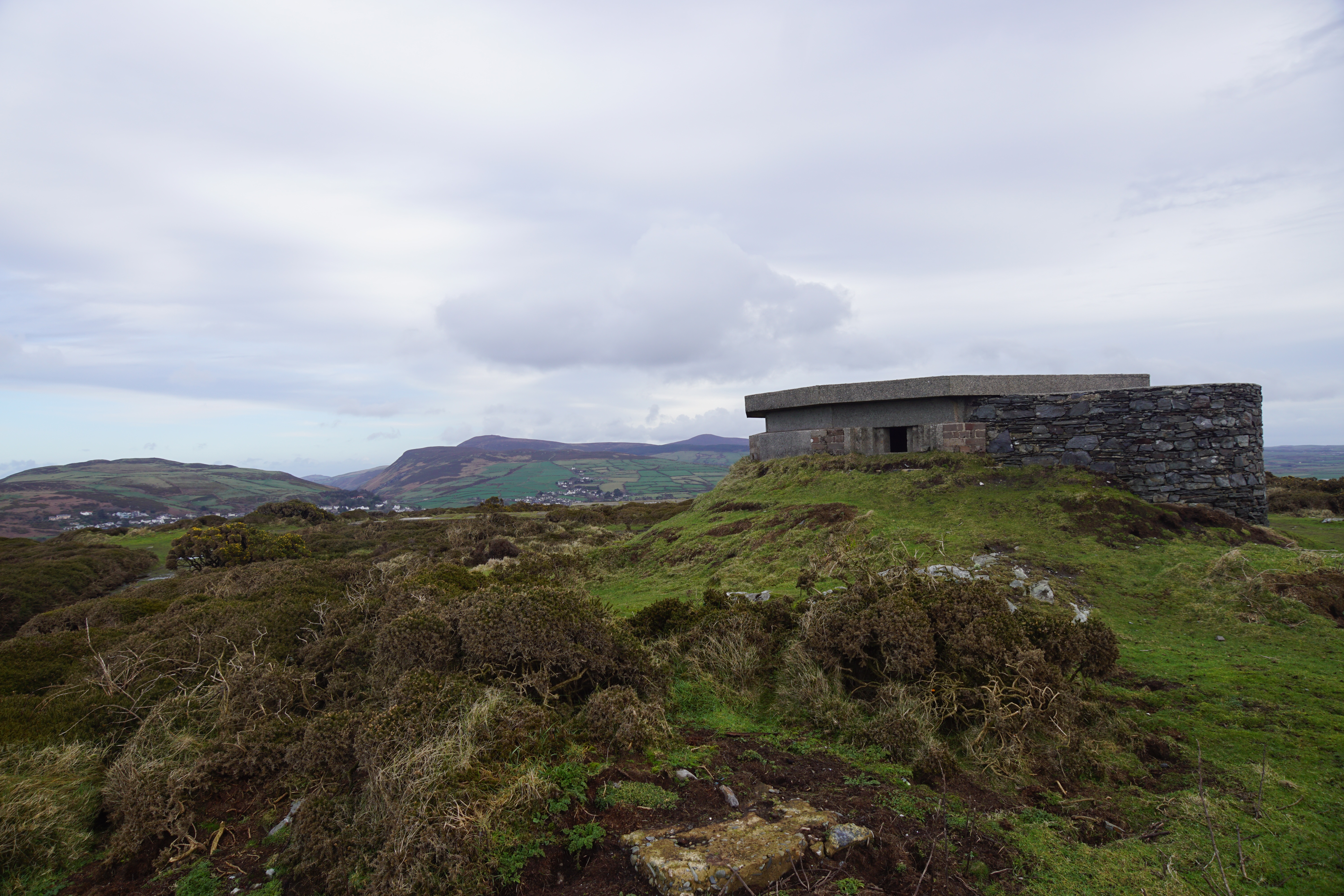
Vanuit de bunker was er vrij zicht vanaf Meayll Hill. Aan de rechterkant is de krommende muur te zien die de ingang beschermt.

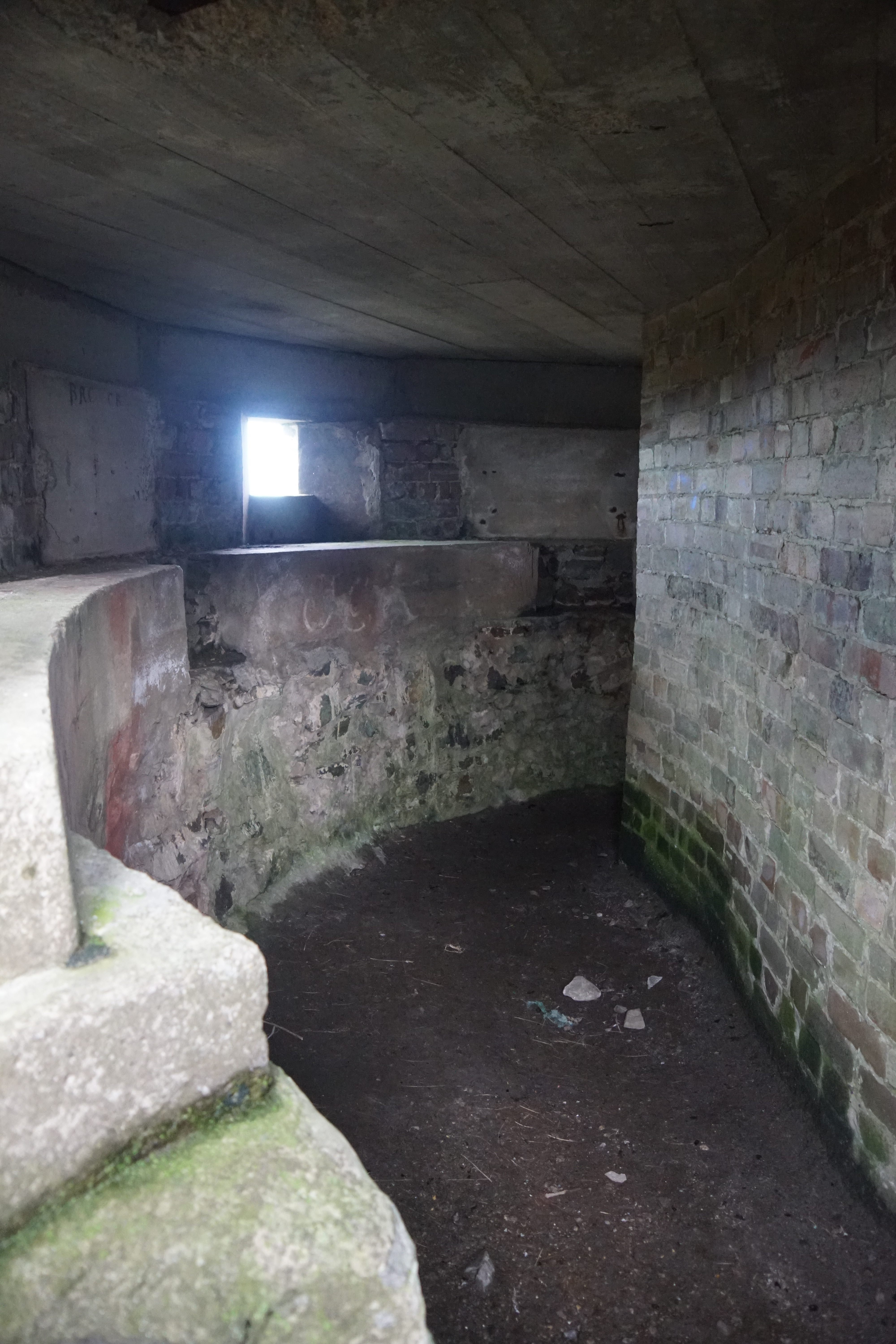
Interieur van een van de bunkers.

Cregneash Chain Home Low Radar Station was een radarstation van het type Chain Home Low van de Royal Air Force tijdens de Tweede Wereldoorlog, gelegen op de heuveltop van Meayll Hill in Cregneash in de parish Rushen op het eiland Man.
Chain Home was de codenaam voor een vroeg radarsysteem dat de Britten gebruikten in de Tweede Wereldoorlog. Chain Home Low is een verbetering van dit systeem dat ook vliegtuigen kon detecteren die lager vlogen. Overal langs de kust werden deze radarstations gebouwd. Bij Cregneash werd in 1941 zo'n radarstation gebouwd. Er zijn een aantal simpele bunkers (pillboxes), die zorgden voor verdediging, en betonnen platformen overgebleven. 
De bunkers zijn voorzien van een extra krommende muur die de toegang tot de bunker beschermt.
Tegen de zuidwestelijke helling aan ligt het neolithische complex Meayll Hill.